# Infravörös rakéták és ellentevékenységek

## Alapvető működés

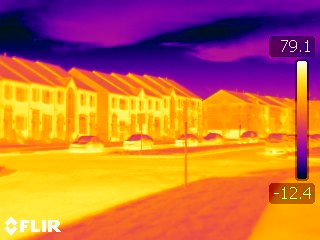
Falak infravörös sugárzása

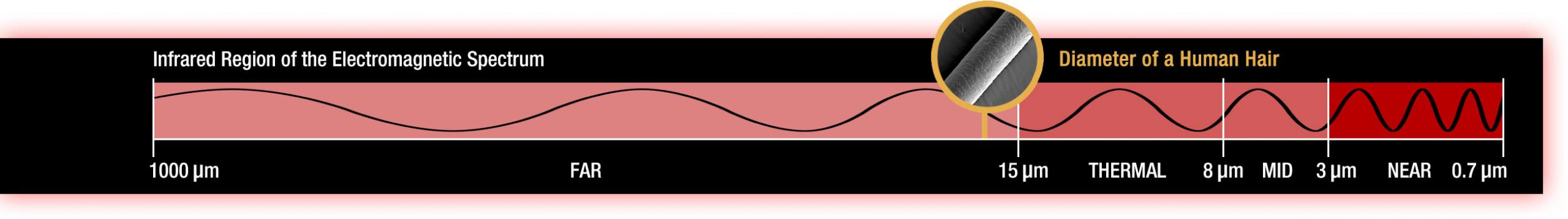
Infravörös tartomány

Infravörös sugárzás alapján. A rakéták, a repülő eszközök hajtóműveinek vagy egyéb forró alkatrészeinek infravörös tartományú hőkisugárzását használják fel információként a rávezetéshez. A katonai repülő eszközök nagyteljesítményű hajtóművei igen jó hőkontraszttal rendelkeznek a hideg égbolt előtt.
Az érzékelő egység a rakéta orr részében nyer elhelyezést. Az érzékelő érzékeli céltárgy rakéta tengelyéhez viszonyított szögeltérését és olyan hibajeleket ad a vezérlő számára, amely úgy korrigálja a rakéta irányát, hogy az mindig a cél felé haladjon.
Egyes rakéta típusokban álló modulátortárcsát alkalmaznak és a modulátorra érkező fénysugarat térítik ki valamilyen módszerrel.
A kezdeti infravörös önirányítású rakéták esetében a kellő találati valószínűség eléréséhez egyenes rálátás kellett a legújabb típusok már nagyobb érzékenységgel rendelkeznek és képesek hatékonyan feldolgozni a repülő eszköz hajtómű, valamint a repülő eszköznek viszonylag hidegebb részeinek infravörös sugárzását (a hajtómű külső burkolata, a szárnyak belépő élei vagy maga a repülő eszköz infravörös kontúrja), ezért az új fejlesztésű rakéták bármely irányszögből sikerrel alkalmazhatók.

### Stinger
Ennél a típusú rakétánál alkalmazott megoldás a ,,rózsa” típusú letapogatás. Ebben az elrendezésben a modulátortárcsa áll, a célról beérkező jelet a modulátor előtt forgó prizmák térítik ki, így létrehozva egy körkitérítést, előnye, hogy kiszűri a nagy kiterjedésű vonalas objektumokat.

### Mistral (Missile Transportable Anti-aérien Léger)

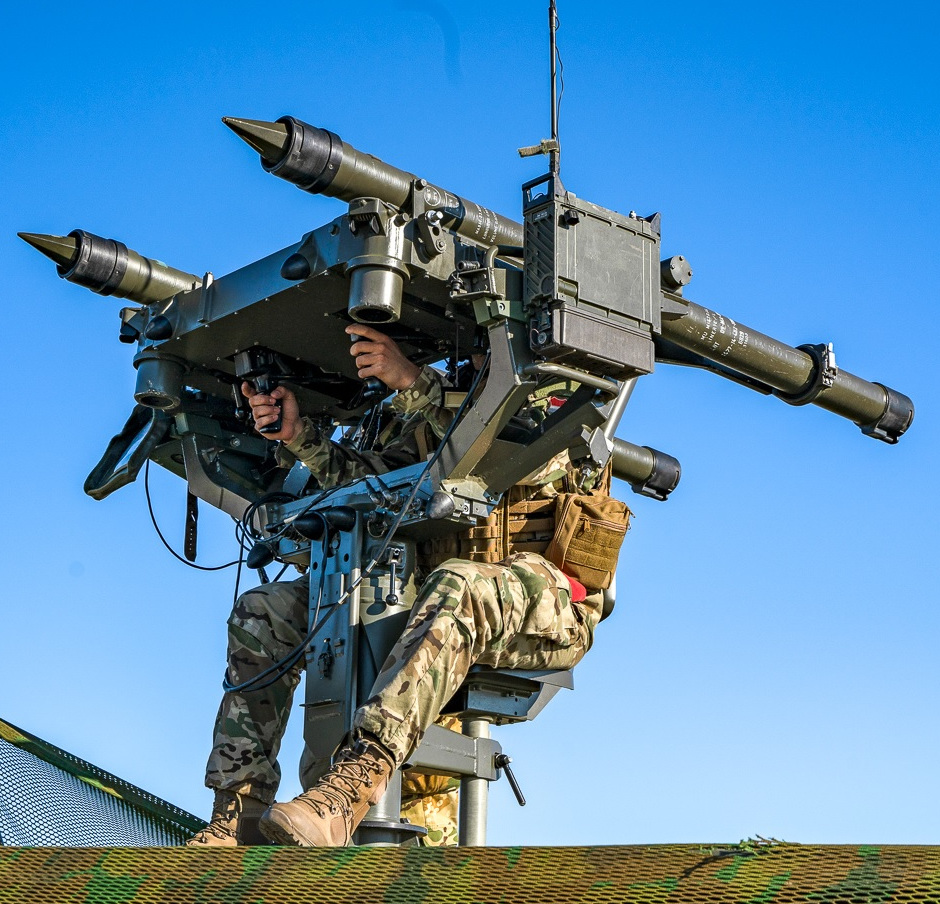
A Honvédség egyik ATLAS típusú Mistral-indítója

Egy infravörös rávezetést alkalmazó kis hatótávolságú föld-levegő rakéta, amelyet az MBDA európai multinacionális vállalat gyárt. 1999-ben a Magyar Honvédség is rendszeresítette. A különféle indítóegységeknek köszönhetően bevethetőek teherautókról, páncélozott járművekről, hajókról vagy helikopterekről. Szinte minden légvédelmi rakétarendszer áll egy vagy több radarból, rakétaindítókból illetve az ezeket összefogó és koordináló tűzvezető központból. 

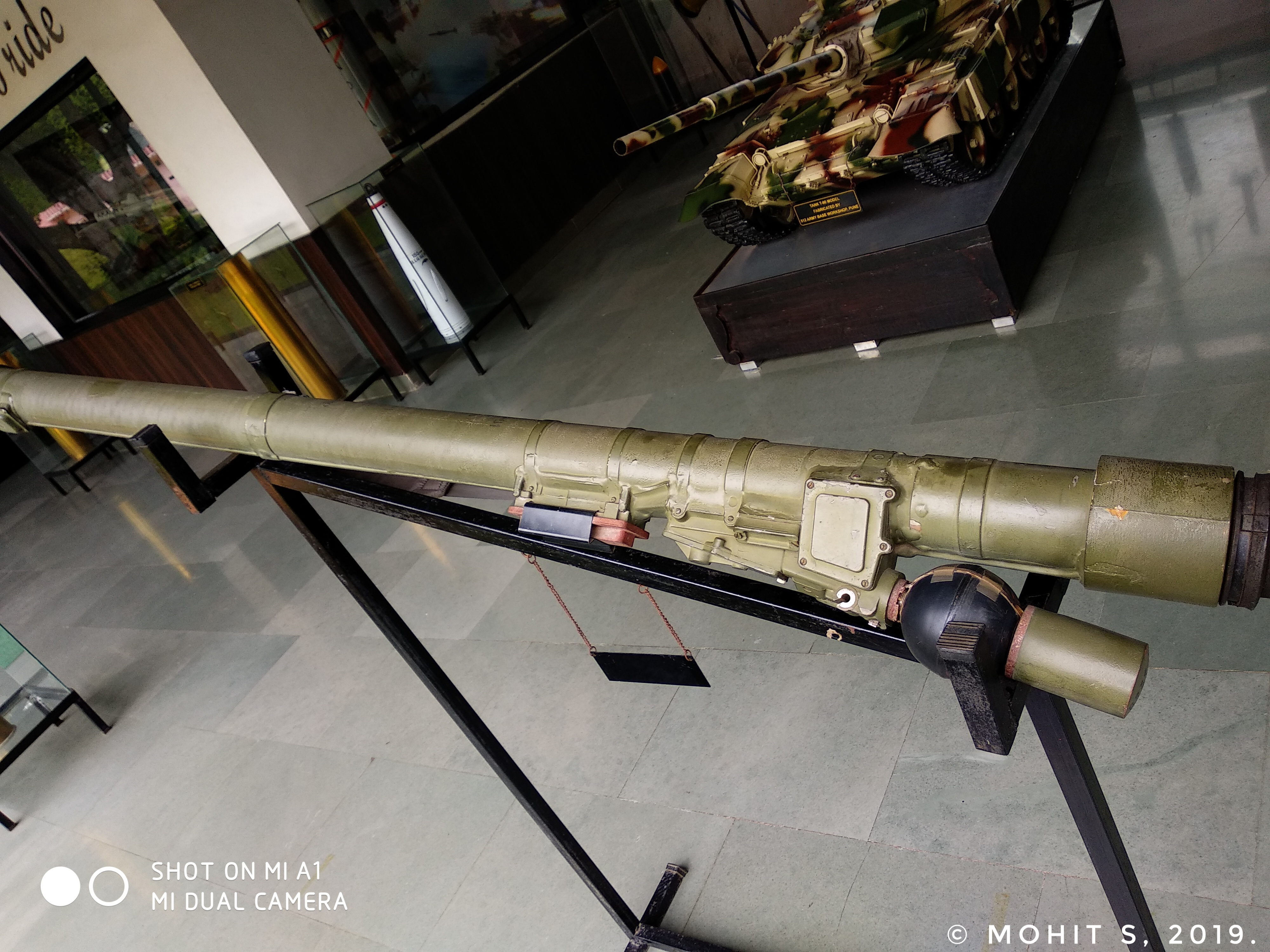
Man-portable air-defense systems

### Infravörös MANPADS (IR MANPADS)
Jelentős fenyegetést jelentenek a repülőgépekre, mivel széles körben elterjedtek és szinte bárhonnan tüzelhetők, nagy a halálozási arányuk és néhány másodperc alatt elérhetik célpontjukat. Ennek a fenyegetésnek az elhárításához a védekező intézkedéseknek nagyon gyorsnak, megbízhatóan hatékonynak és automatizáltnak kell lenniük. Itt jön a képbe a DIRCM.

## Mi az a DIRCM?
A DIRCM egy kifinomult lézerrel működő rendszer, amely megzavarja a bejövő infravörös "hőkövető" rakéta képességét, hogy megkezdje, folytassa vagy visszanyerje a követést egy repülőgép hőjele alapján. Ez a zavar a rakéta céltévesztését eredményezi.

### Miért van szükség DIRCM-re?
A korábbi generációs MANPADS-ok a repülőgépek kipufogófüstjét detektálták. Viszont a fénycsóvák úgy működnek, hogy egy fényesebb és forróbb jelet mutatnak a rakéta felé, eltérítve azt a repülőgéptől. Ez oda vezetett, hogy a legújabb MANPADS-ok nagyobb érzékenységet fejlesztettek ki, ennek eredményeként a repülőgép más részeit is követik, nem csak a kipufogófüstöt.

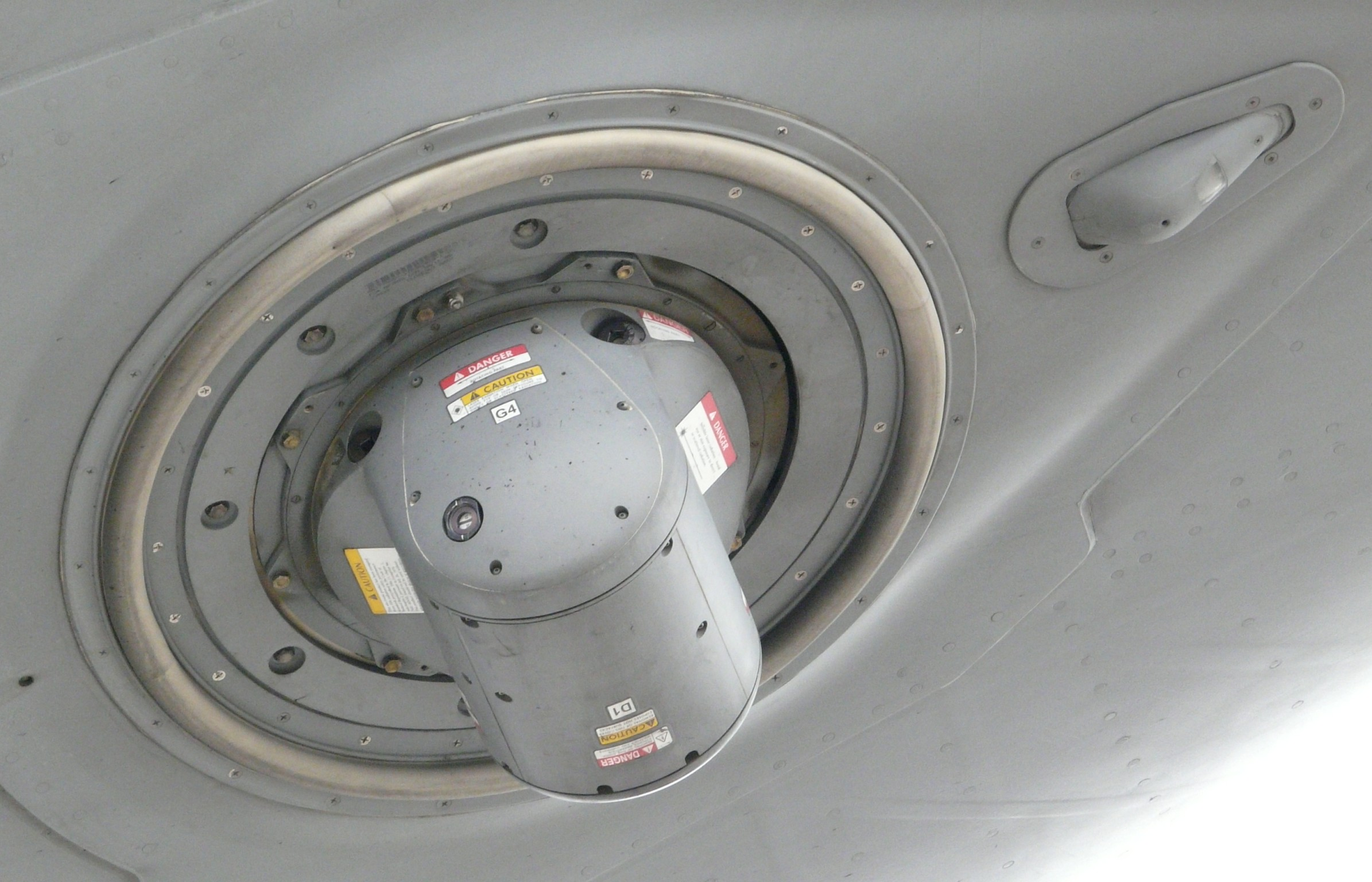

Ezenkívül a hagyományos fénycsóvás megoldások korlátozottak a repülőgép payload-jának (rakomány/hasznos teher) tekintetében, és a szállításuk tilos lehet a civil repülőgépeken.
Az ellenfél taktikái is fejlődtek, a nagy értékű célokat valószínűleg egyszerre több MANPADS célozza meg, ezért gyorsabb védekező intézkedésre van szükség több, egyidejű fenyegetés leküzdéséhez, de egy nagyfokú mozgékonyságú, zárt toronyrendszerbe beépített lézerenergia-forrással egy DIRCM korlátlan időtartamú védelmet nyújthat az egész repülés során.

#### A DIRCM egy fénynyalábot fókuszál közvetlenül a bejövő rakétára. Ez a fénynyalábnak azonban:
- Látótávolságban kell lennie a rakétával szemben – egy kettős vagy hármas toronyrendszerrel rendelkező DIRCM lehetővé teszi, hogy egyszerre több fenyegetést is elhárítson, függetlenül attól, hogy a repülőgép hogyan manőverez.
- Rövid idő alatt képesnek kell lennie a követésre és a támadásra (a MANPADS-ok a kilövés után kevesebb mint egy másodperc alatt lehetnek szuperszonikusak.)
- Jelentős lézerenergia-teljesítményt kell kibocsátania a rakéta-kereső zavarásához ahhoz, hogy a rakéta ne legyen képes a repülőgépet követni.

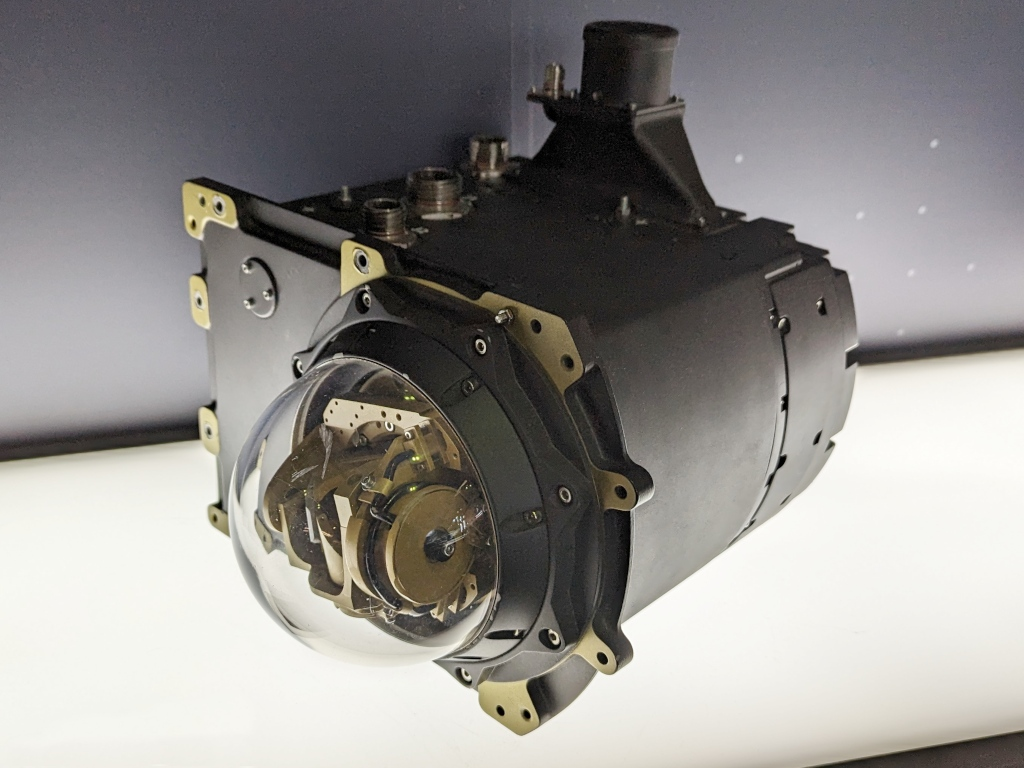

## Miysis– Leonardo több tornyos DIRCM-je
Kis méretű, diszkrét, több tornyos, mégis rendkívül hatékony megoldást biztosít bármilyen légi platform védelméhez az IR MANPADS fenyegetésekkel szemben.

#### ATADIRCM(Tactical Aircraft Directed InfraRed Countermeasure) két alrendszert tartalmaz:
Egy infravörös rakétafigyelő rendszert és egy irányított infravörös zavarórendszert. A rendszer a hordozó repülőgépet infravörös-vezérlésű támadó rakéták ellen védi azáltal, hogy érzékeli a közeledő fenyegetést és megsemmisíti azt irányított lézerenergiával. A rendszernek teljes körű védelmet kell nyújtania a repülőgép körül, és ellenállnia kell a szélsőséges hőmérsékleti, rezgési és egyéb környezeti feltételeknek.
A rendszer hat két színű infravörös érzékelőt, egy jelprocesszort, egy modulált infravörös lézert és két kompakt célmegjelölőt/követőt tartalmaz a fenyegető keresők észlelésére és zavarására. A rendszer érzékeli és követi a bejövő rakétákat, majd határozottan megzavarja őket.
A technológia célja, hogy kifejlesszen és bemutasson olyan rakétafigyelő, célmegjelölő/követő és irányított infravörös zavarót, amely megfelel a taktikai merevszárnyú repülőgépek, például a haditengerészet F/A-18 vadászgépei és a légierő F-15-ös és F-16-os repülőgépek igényeinek.

#### Az Assault DIRCM (ADIRCM)
A taktikai repülőgépek irányított infravörös zavarórendszere, védelmet nyújt a földfelszíni és a levegő-levegő rakéták ellen. Ez a projekt az infravörös (IR) MANPAD és a föld-levegő (SAM) fenyegetést vizsgálja.
A kimenet egy 2-színű rakétafigyelő érzékelőből vagy érzékelőkből állnak a fenyegetés észlelésére, egy  technológiai demonstrációs lézer, amely egy új miniatűr célmegjelölő/követőhöz kapcsolódik, mely a bejelentett fenyegetést a rakétafigyelőtől a célmegjelölő/követő érzékelőjéhez továbbítja, majd elfordul és lézerenergiát alkalmaz a fenyegetés ellensúlyozására. Mindez a szárnyra van elhelyezve.

#### Strike DIRCM
A merevszárnyú repülőgépekhez tervezett Strike Directed Infrared Countermeasure System Development and Demonstration (Strike DIRCM SDD) egy ACAT II program, amely szükséges a föld-levegő és levegő-levegő fenyegetések elleni védelemhez.
Maximalizálja az EOA (Early Operational Assessment) keretében kifejlesztett technológia használatát. A program elvégzi a szükséges komponensek átalakítását.

## Guardian
A Guardian rendszer, amelyet a 2002-es kenyai és a 2003-as bagdadi repülőtéren végrehajtott kézi légvédelmi rakéta támadások tapasztalatait levonva dolgozott ki az amerikai Northrop Grumman cég, kimondottan kommerciális alkalmazásra.
A repülőgépekre utólag is felszerelhető konténert a törzs alsó részén építik be. A konstrukció eredeti, katonai változata az AN/AAQ-24 NEMESIS rendszer volt, amely több száz katonai repülőgépre és helikopterre került eddig felszerelésre. A működés lényege az, hogy szenzorok figyelik a légteret és jelzik, ha rakétaindítás történt a közelben.

### Működése:
A rakétaindítást a nagy intenzitású infravörös hajtómű kisugárzással lehet megkülönböztetni a terepen lévő egyéb hőforrások meglévő infravörös tartományú hőképétől. A veszélyre még az is jellemző, hogy a repülőgépből nézve a hőforrás helyzete, közeledési oldalszöge nemigen változik, ha a rakéta a repülőgép felé tart. A veszélyjelzésre a lézeres ellentevékenységi rendszer fejegysége a meghatározott irányba fordul és bekapcsolja a lézerforrást, amely vakítja, jó esetben súlyosabban meg is rongálja a nagyérzékenységű rávezető érzékelő fej elemet, így a rakéta az irányítójel hibája miatt célt téveszt.

## SKYSHIELD

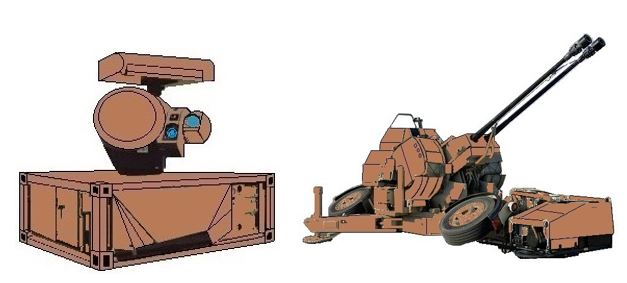

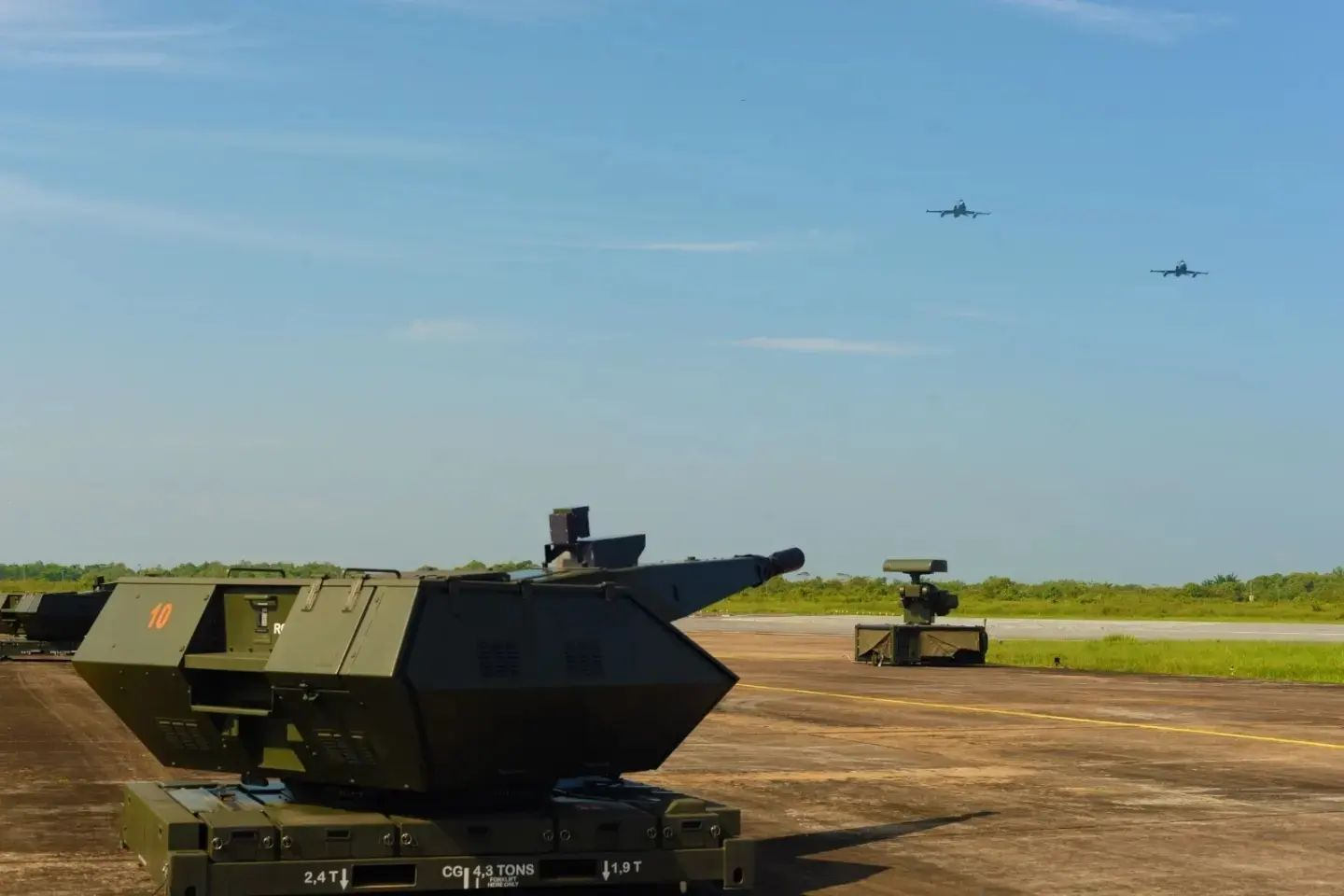

SkyShield (Égi Pajzs) nevű rendszer ugyanúgy működik, mint a fentebb leírt Guardian. A repülőgép hasára utólag is felszerelhető konténerben az alsó légteret figyelő infravörös érzékelők találhatók, amelyek a rakétaindítás intenzív hőkisugárzását észlelik. Az irány meghatározása után egy elfordítható lézerforrás sugározza be a rakéta fejrészében található nagyérzékenységű hőpelengátort, amely a túlterhelés hatására telítésbe mehet, vagy akár tényleges fizikai sérülést is szenvedhet, így a szabályzórendszer a kormányműveknek nem képes korrekt utasításokat kidolgozni, a rakéta célt téveszt.
A Boeing VC-25 (farokszám 29000) farok részén és a négy hajtóműnél öt darab AN/ALQ-204 Matador infravörös impulzusüzemű ellentevékenységi eszköz található a hőkeresőfejes rakéták zavarására. Rendelkezik ezen kívül egy AN/AAR-54(V) rakéta indításra figyelmeztető besugárzásjelzővel és egy AN/AAQ-24 NEMESIS DIRCM rendszerrel, valamint képes infracsapdák kivetésére is.

## Mirázs
Előnye az analóg rendszerekkel szemben az, hogy ez a rendszer képes lesz egy időben két spektrális tartományban – ultraibolya és infravörös – rögzíteni és elemezni a rakéták sugárzását, ami jelentősen megnöveli a felderítés megbízhatóságát.

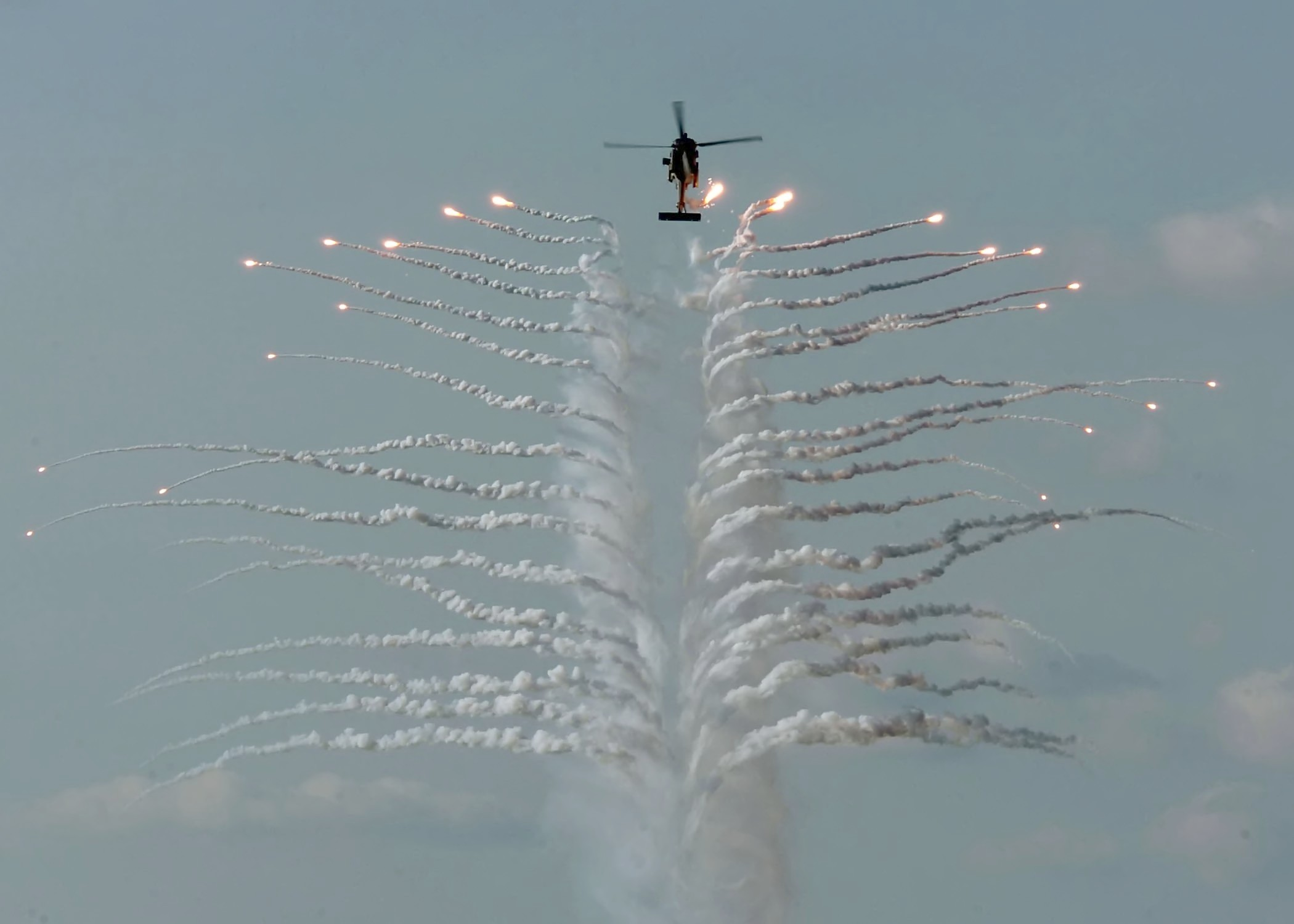

A várhatóan 2020 április végéig tartó projekt keretében új műszaki, tudományos eredmény kidolgozásával létrejövő „Mirázs” rendszer feladata lesz, hogy pásztázza a környező területet a légijármű alatt, idejében felderítse a rakétaindítást, jelezze a pilóta számára, hogy milyen irányból indították ezt a rakétát, és bekapcsolja az infracsapdákat kilövő rendszert annak érdekében, hogy a repülőgép vagy helikopter felé repülő rakétát ezekre az infracsapdákra vezesse rá. Ekkor a pilóta légelhárítás elleni – kitérő – manővert hajt végre.
A rakéta felderítését követően automatikusan kilőtt infracsapdák az infravörös tartományban sugároznak, azonban az a sugárzás nem zavarásként, hanem „csaliként” működik a repülő rakéta számára, hogy a rávezető feje változtassa meg az elfogás tárgyát, átváltson az infracsapdára, és békén hagyja a repülőgépet, vagy a helikoptert.